# Federal Way
Federal Way is een plaats (city) in de Amerikaanse staat Washington, gelegen tussen Seattle en Tacoma. Federal Way ligt in King County en is vernoemd naar de in 1929 gestichte Federal Way High School langs U.S. Route 99.

## Demografie
Bij de volkstelling in 2000 werd het aantal inwoners vastgesteld op 83.259.
In 2006 is het aantal inwoners door het United States Census Bureau geschat op 84.166, een stijging van 907 (1.1%).

## Geografie
Volgens het United States Census Bureau beslaat de plaats een oppervlakte van
54,8 km², waarvan 54,5 km² land en 0,3 km² water.

## Economie
Te Federal Way is het hoofdkantoor van Weyerhaeuser (bosbouw), een van de grootste bosbouwbedrijven ter wereld, gevestigd.

## Plaatsen in de nabije omgeving
De onderstaande figuur toont nabijgelegen plaatsen in een straal van 12 km rond Federal Way.

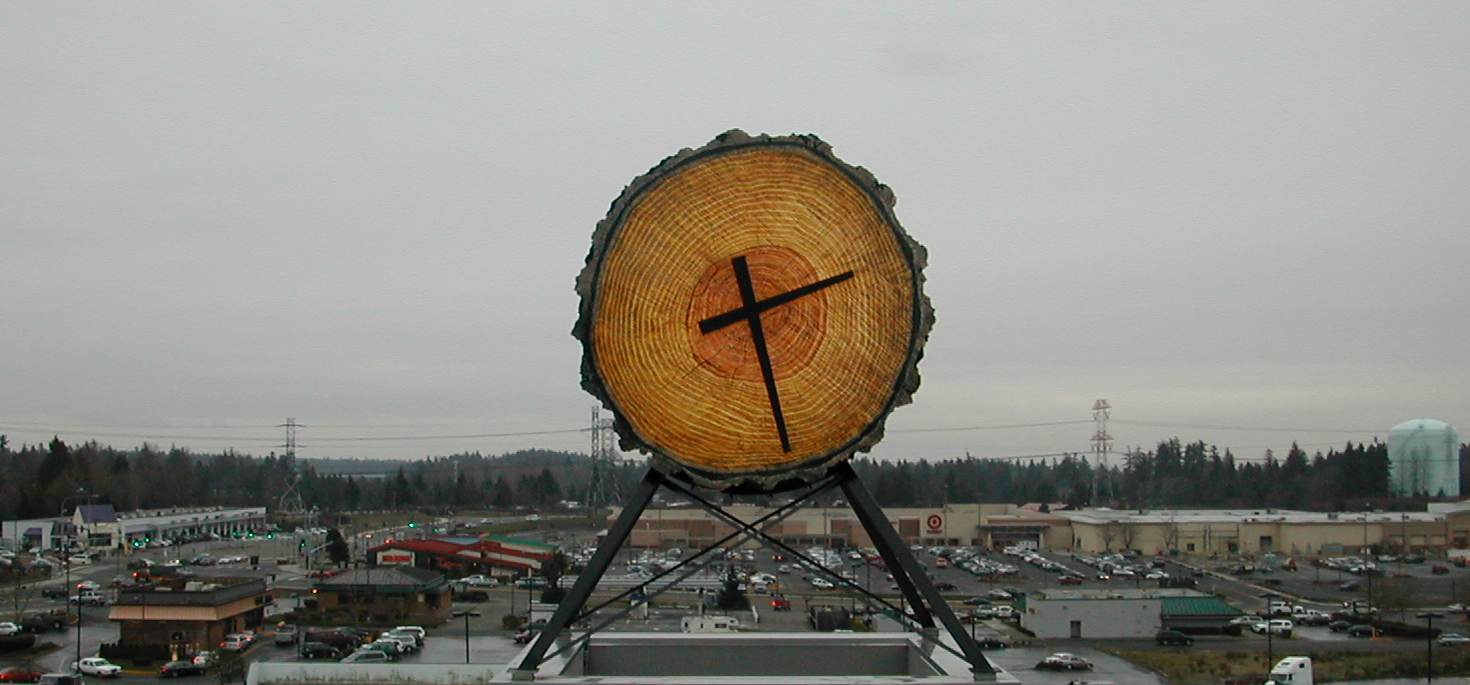
Klok op het Federal Way Transit Center, gemodelleerd naar het zaagvlak van een gevelde boom

## Geboren
- Michael McGrady (30 maart 1960), acteur
- Ariana Kukors (1 juni 1989), zwemster
- Jaden McDaniels (29 september 2000), basketballer